# Органи унутрашњих послова у систему цивилне одбране
Систем цивилне одбране Републике Србије је део одбрамбено-заштитног система земље и представља облик цивилног организовања државе и друштва, који претпоставља максимално ангажовање свих потенцијала цивилног сектора друштва у циљу заштите, одбране и спасавања становништва, материјалних и културних добара, привреде, органа власти и екосистема од свих катастрофичних угрожавања у миру и рату и стварање што повољнијих услова за заштиту и одбрану и за не-оружано супртостављање нападачу (агресору у рату).

## Нормативно-законска регулатива
- Устав Републике Србије[2]

- Закон о министарствима-Министарство унутрашњих послова обавља послове државне управе који се односе на: заштиту живота, личне и имовинске безбедности грађана; спречавање и откривање кривичних дела и проналажење и хватање учинилацa кривичних дела и њихово привођење надлежним органима; одржавање јавног реда и мира; пружање помоћи у случају опасности; склоништа; обезбеђивање зборова и других окупљања грађана; обезбеђивање одређених личности и објеката, укључујући и страна дипломатска и конзуларна представништва на територији Републике Србије; безбедност, регулисање и контролу саобраћаја на путевима; безбедност државне границе и контролу преласка границе и кретања и боравка у граничном појасу; боравак странаца; промет и превоз оружја, муниције, експлозивних и одређених других опасних материја; испитивање ручног ватреног оружја, направа и муниције; стварање услова за приступ и реализацију пројеката из делокруга тог министарства који се финансирају из средстава претприступних фондова Европске уније, донација и других облика развојне помоћи; заштиту од пожара; држављанство; јединствени матични број грађана; електронско вођење података о личности; пребивалиште и боравиште грађана; личне карте; путне исправе; међународну помоћ и друге облике међународне сарадње у области унутрашњих послова, укључујући и реадмисију; илегалне миграције; азил; обучавање кадрова; управно решавање у другостепеном поступку по основу прописа о избеглицама, као и друге послове одређене законом.[3]
- Закон о одрбани-Министарство унутрашњих послова има посебна права и дужности у области одбране, које се односе на:

1) организовање, припремање и планирање употребе Полиције у ратном и ванредном стању и за подршку Војсци Србије у одбрани Републике Србије од војних и невојних изазова и претњи из надлежности Војске Србије; 
2) утврђивање бројног састава и организације рада Полиције у ратном и ванредном стању; 
3) припремање мера безбедности и заштите објеката од значаја за одбрану, осим војних објеката у ратном и ванредном стању; 
4) вршење ваздушног осматрања и јављања при обављању послова обезбеђења државне границе; 
5) друге послове одређене законом.
- Национална стратегија заштите и спасавања у ванредним ситуацијама - Министарство унутрашњих послова преко Сектора за ванредне ситуације организује и спроводи активности у циљу заштите живота, здравља и имовине грађана, очувања услова неопходних за живот и припремања за превладавање насталих ситуација у условима елементарних непогода и других већих несрећа, техничко-технолошких акцидената и других стања опасности које су резултат природних и изазваних катастрофа (ванредне ситуације).

Сектор за ванредне ситуације настао је реорганизацијом делова органа државне управе, и то обједињавањем функција, запослених и имовине Сектора за заштиту и спасавање Министарства унутрашњих послова и Управе за ванредне ситуације Министарства одбране, као и делова организационих јединица Министарства животне средине, рударства и просторног планирања које се баве пословима управљања ризиком и одговором на хемијске удесе, формирањем јединствене службе за ванредне ситуације, а у циљу постизања што бољих резултата из домена своје надлежности. Министарство унутрашњих послова преко Сектора за ванредне ситуације организује и спроводи активности у циљу заштите живота, здравља и имовине грађана, очувања услова неопходних за живот и припремања за превладавање насталих ситуација у условима елементарних непогода и других већих несрећа, техничко-технолошких акцидената и других стања опасности које су резултат природних и изазваних катастрофа (ванредне ситуације).
У Министарству унутрашњих послова, Сектору за ванредне ситуације је формиран Национални тренинг центар за ванредне ситуације који едукује и обучава припаднике професионалних и добровољних ватрогасно-спасилачких јединица, као и грађане који учествују у цивилној заштити. У Националном и регионалним тренинг центрима за заштиту и спасавање могу се обучавати и страни држављани, у складу са прописима, уз одговарајућу накнаду утврђену билатералним или мултилатералним уговорима.

## Послови органа унутрашњих послова
Имајући у виду да су савремени ризици безбедносни проблем, прописиима су утврђени послови органа унутрашњих послова који се односе на заштиту живота, личне и имовинске сигурности грађана: послови заштитте од пожара, експлозија, разливања и изливања опасних материја,сузбијање еколошког криминалитета; безбедносни и инспекцијски надзор над производњом, прометом и транспортом експлозивних материја, запаљивих течности и гасова; безбедност саобраћаја; послови криминалистичко-техничко расветљавања акцидетних догађаја;одражавање јавног реда и мира;пружање помоћи ресорним органима у извршењу и спровођењу мера заштите од акцидената и у санацији последица акцидената. У вршењу послова из свог делокруга на територији Републике Србије обезбеђује се: јединствено планирање и извршавање задатака и послова; инспекција; надзор и контрола; координација и оперативно-стручно и инструктивно усклађивање и усмеравање рада; радно-акционо и функционално јединство по свим линијама рада; примена јединствених начела, принципа и правила, средстава и метода у раду; сарадња са другим државним органима и надлежним службама. Тиме се у оквиру јединственог система безбедности може обезбедити адекватна заштита живота и здравља људи имовине и животне средине.

## Заштита од пожара, експлозија и неконтролисано разливања опасних материја
Заштита од пожара, експлозија и неконтролисано разливања опасних материја обухвата скуп мера и радњи нормативно, управне, организационе, техничке и друге природе, а организује се и непрекидно спроводи на свим местима и објектима који су изложени опасностима. Циљ спровођења мера заштите чини заштита живота људи, имовине и животне средине а постиже се отклањањем узрока пожара гашењем и отклањањем последица проузрокованих пожаром, експлозијом и неконтролисаним разливањем опасних материја. Прописане мере заштите од пожара имају општи карактер и дужни су да их спроводе сва запослена лица а прописане и наложене мере заштите дужни су да спроводе носиоци права управљања и имаоци права својине уз уважавање специфичних услова делатности и технолошких послова.
Министарство унутрашњих послова, у оквиру свог делокруга, обавља послове значајне за спровођење заштите од пожара, који се односе на:
1. планирање, организовање и спровођење мера заштите од пожара;
2. превентивне мере за спречавање избијања пожара и ублажавање последица пожара;
3. надзор над применом одредби закона и прописа донетих на основу њега, планова заштите од пожара и других аката који се односе на заштиту од пожара;
4. стручно оспособљавање припадника ватрогасно-спасилачких јединица;
5. школовање и усавршавање лица за обављање послова заштите од пожара;
6. израда Стратегије и Санационог плана;
7. сарадња са осталим субјектима заштите од пожара
8. друге послове у области заштите од пожара.[8]

#### Надзор и контрола органа унутрашњих послова над коришћењем, производњом и транспорту опасних материја
Значајна је улога органа унутрашњих послова у контроли, надзору над тим, и то у: поштовање прописа, исправност опреме, средстава и уређаја, обучености лица у контакту са опасним материјама, вођење евиденције и поседовање исправне документације, придржавању основних прописа у коришћењу, производњи, транспорту и складиштењу опасних материја. 
Поред тога орган унутрашњих послова противпожарне заштите тежиште свог рада усмерава на: разврставање свих преузећа и органа у одговарајуће категорије угрожености од пожара; вршење инспекцијског надзора и покретање прекршајног поступка против оних који не поштују прописане мере заштите; вршење управног надзора у области заштите од пожара; пружање помоћи другом инспекцијским огранима; издавањем противпожарне сагласности; образовање, финансирање, опремање и оспособљавање ватрогасно-спасилачких јединица; вршење надзора у погледу организовања ватрогасно-спасилачких јединица у предузећима и добровољним ватрогасним друштвима; обезбеђење места пожара, утврђивање места почетног пожара, откривање и обезбеђивање трагова и других доказа, вештачење и откривање починилаца намерно подметнутих пожара; спровођење неопоходно заштитно-спасилачких активност и друго.
Посебан значај треба придавати мерама заштите у фази пројектовања објеката, технолошких процеса, инсталација, уређаја и постројења, као и предузимању превентивних мера у смислу поштовања нормативних услова понашања где постоји вероватноћа за настанак акцидената.

### Ватрогасна служба
Ради учествовања у спровођењу превентивних мера заштите од пожара, за гашење пожара и спасавање људи и имовине угрожене пожаром оснивају се ватрогасне јединице. Оне учествују у спречавању и сузбијању других елементарних непогода. Ватрогасне јединице могу бити професионалне и добровољне. 
Министарство унутрашњих послова врши категоризацију објеката, делатности и земљишта према угрожености од пожара у зависности од технолошкох процеса који се у њима одвија. Објекти, делатности и земљишта разврставају се у следеће категорије:
1.) Са високим ризиком од избијања пожара - прва категорија угрожености. У ову категорију се разврставају се нарочито она предузећа која производе, користе или ускладиштавају експлозивне материје, запаљиве течности и запаљиве гасове; код којих се у технолошком процесу стварају прашине које са ваздухом граде експлозивне смеше; чији су објекти међусобно повезани са грађевинским конструкцијама и другим грађевинским елементима у једну целину, погодну за брзо ширење и преношење пожара; предузећа која су од изузетног значаја за град, општину или од интереса за одбрану.
2.) Са повећаним ризиком од избијања пожара-друга категорија угрожености. у ову категорију сврставају се она предузећа која производе или прерађују чврсте гориве материје без стварања прашних експлозивних смеша; која прерађују и обрађују негориве материјале у усијаном и растопљеном стању; која употребљавају и држе мање количине запаљивих течности свих врста; као и предузећа и установе у чијим се објектима окупља или борави већи број лица.
3.) Са извесним ризиком од избијања пожара - трећа категорија угрожености од пожара. У ову категорију сврставају се предузећа и друге установе који производе и прерађују ватроотпорне и ватрогасне материје, као и остали пословни и јавни објекти у којима су смештени државни органи и организације и сва остала предузећа и организације која нису обухваћени у претходне две.  
Овакво разврставање има за циљ да се законом утврди одговарајући облик организације заштите од пожара:
1.) за прву категорију: обавезно је да обезбеди технички опремљену и обучену ватрогасну јединицу, са потребним бројем ватрогасаца, организује послове вршења превентиве и донесе план заштите од пожара.
2.) за другу категорију: обавезно је да организује спровођење превентивних мера заштите од пожара и стално дежурство са потребним бројем лица стручно оспособљених за спровођење заштите од пожара, као и да донесе план заштите од пожара.
3.) за трећу категорију: обавезно је да организује спровођење мера заштите од пожара са потребним бројем лица стручно оспособљених за спровођење заштите од пожара.
Професионалне у територијалне јединице у саставу Министарства унутрашњих послова и јединице у оквиру предузећа разврстаних у прву категорију угрожености од пожара са одговарајућим бројем радника на организовању и спровођењу превентивних мера заштите од пожара. Ватрогасне јединице су оперемљене одоговарајућом опремом и уређајима за гашење пожара, а запослени у ватрогасним јединицама морају бити стручно оспособљени за стручно, ефикасно и правилно реаговање у акцидентним ситуацијама. 
Добровољну ватрогасну јединицу ствара добровољно ватрогасно друштво које су основали радници предузећа. Чланови добровољне ватрогасне јединице јесу радници којима ово није редовна дужност, већ добровољна активност као чланова ватрогасног друштва, коју обавља ван радног времена а у случају пожара у предузећу у предузећу учествују у акцији гашења пожара , без обзира на то да ли се налазе на раду или не. 
Служба заштите од пожара представља посебан облик организовања послова заштите од пожара у предузећима друге категорије пожарне угрожености. Обавља следеће задатке:
- предузима превентивне мере заштите од пожара у циљу заштите људи и имовине
- организује, спроводи и унапређује заштиту од пожара ради унапређења стања безбедности
- стара се о спровођењу и примени прописа утврђених Законом о зштити од пожара и другим законима, техничким прописима, одлукама, плановима и правилницима заштите од пожара
- учествује у обуци свих припадника
- врши контролу исправности и функционалности уређаја за гашење пожара, ватрогасних справа и опреме, апарата за гашење пожара, хидраната и друге опреме којом располаже предузеће
- контролише да ли су на свим одређеним, местима постављени знаци упозорења, опасности, забране, упутства за руковање апаратим за гашење пожара, обележене зоне опасности, означени правци кретања, проходни противпожарни путеви, означени резервни излази за случај пожара и друге битне тачке
- врши повремену контролу и обилазак објеката ради сагледања прописа у примени превентивних мера и дају писмене налоге за отклањање уочених недостатака
- врши дневне и ноћне обиласке у циљу надзора над спровођењем мера заштите од пожара, а против прекршилаца подноси пријаве дисциплинској комисији и надлежном органу унутрашњих послова
- писмено обавештава директора и одговорна лица у предузећу о утврђеним недостацима и налозима инсепкцијских органа ради предузимања мера за њихово отклањање
- организује и непосредно учествује у гашењу пожара и пружању помоћи у случају елементарних и других несрећа на објектима предузећа. [11]

### Надзор над спровођењем мера заштите од пожара
Управни надзор из области заштите од пожара врше овлашћени радници- полицијски службеници Сектора за ванредне ситуације МУП-а. Под овлашћеним радницима сматрају се овлашћена службена лица, полицијски службеници-инспектори превентивне заштите. поред овог овлашћења у вршењу инспекцијског надзора, као овлашћена службена лица органа унутрашњих послова, имају и бројна овлашћења на основу овог статуса:поседовање посебене значке и легитимације, право да носе оружје, да га употребе, задрже лице и друга права. Инспекцијски надзор у области заштите од пожара огледа се у низу активности инспектора, као што је: давање сагласности на детаљни урбанистички план, одобрење локације и инвестиционо-техничку документацију, обављање техничког прегледа и давање сагласности за употребу објекта. Тај надзор се спроводи и обављањем инспекцијских прегледа: основног, контролног и ванредног.

## Делокруг организационих јединица унутрашњих послова
Организационе јединице унутрашњих послова партиципирају у остваривању задатака цивилне одбране заједно са подсистемима цивилном заштитом и службом ОиО. Функционална повезаност ових и других подсистема показује тенденцију да се остварују у следећим областима:
- Сталног праћења, процене и оцене стања угрожености и безбедности у глобалу и конкретној средини;
- Избора и развијања савремених концепција, стратегије и тактике цивилне одбране;
- Избора и развијања активности мера заштите, одбране и безбедности цивилног становништва, материјалних и културних добара и животне средине;
- Метода спровођења одбране, заштите и безбедности;
- Организације система цивилне одбране по територијалном принципу;
- Управљање системом цивилне одбране;
- Превенције, приправности и одговара на удес или ратна разарања, отклањање последица и санација конкретних стања.

Са становништва делокруга органа унутрашњих послова и у односу на функционалне садржаје цивилне одбране и заштите, диференцијрају се унутрашњи послови којима се штити безбедност грађана и обезбеђује других уставом и законом утврђених права грађана. У организационом смислу реч је о пословима из надлежности службе јавне безбедности, нарочито оних којима се остварује непосредна полицијска надлежност. У оквиру њих добијају на значају послови који имају хуманитарни карактер и у чијем вршењу долази до изражаја спремност на пожртвовање, човечност и одлучност припадника полиције у остваривању безбедности грађана.

## Полицијски послови од значаја за цивилну одбрану и заштиту
Полазећи од законске улоге унутрашњих послова, полицијски послови од значаја за цивилну одбрану и заштиту, могу се условно поделити на групе послова из надлежности јавне безбедности којима се обезбеђује:
- Остваривање система безбедности мерама и активностима из оквира редовних надлежности, прилагођавање деловања извршеним променама у правном режиму због насталих кризних ситуација;
- Успостављање услова за вршење функције других државних органа, правних лица или грађана када су ови субјекти онемогућени да врше своју функцију и улогу у кризним ситуацијама.

Организационе јединице полиције у ширем смислу превентивно делују на отклањање опасности угрожавања становништва вршећи и своју редовну, на закону засновану делатност, путем: позорничке и патролне делатности у циљу преввенције угрожавања јавног реда и мира; контрола прелажења преко државне границе и кретање и боравак странаца у циљу сузбијања непријатељске делатности из иностранства у условима кризних ситуација; сузбијање криминалнитета и његових појавних облика у кризним ситуацијама; ратно профитерство, криминалне радње над средствима хуманитарне помоћи; контроле и регулисања саобраћаја ради спречавања кријумчарења оружја, муниције и дроге; контрола саобраћајница и њихове проходности у условима већих елементрарних непогода; надзора и контроле објеката и територије путем патролне, позорничке или друге делатности у циљу благовременог уочавања опасности од пожара, плављења или одроњавања терена и активности целисходноих са становишта благовременог и планског извођења евакуације и других мера и задатака цивилне одбране и заштите.

## Основни задаци јединица полиције
Имајући у виду делокруг и надлежност органа унутрашњих послова за случај ванредних ситуација у циљу заштите цивилног становништва, материјалних и културних добара, основни задаци јединица полиције састоје се у:
- Остваривању безбедности грађана, односно обављање полицијске делатности на одржавању и заштити јавног реда и мира, заштити живота и имовине, сузбијање криминалитета и обављањем осталих послова јавне безбедности којима се уочавају и сузбијају разни облици, опасности и угрожавања цивилног становништва, материјалних и културних добара;
- Учешће у остваривању цивилне одбране и заштите, пружање помоћи грађанима и државним органима и сарадњи, координацији и садејству са другим субјектима безбедности одбране и заштите.[15]

### Пружање помоћи грађанима и државним органима
У остваривању задатака цивилне одбране ово има за циљ да се обезбеде услови за преживљавање становништва, али и ефикасно функционисање државних органа, јавних служби и делатности у кризним ситуацијама, када су ови субјекти онемогућени или неспособни да врше своју надлежност. Пре свега се односи на пружање помоћи установама цивилне одбране и заштите, другим државним органима, јавним службама и организацијама које учествују у заштити и спасавању становништва, као и сарадњу са њима. Улога организационих јединица полиције огледа се у обављању следећих послова:
- Предузимање неопходних мера на сузбијању панике, нереда и дезорганизације
- Пружање помоћи грађанима
- Контрола кретања становништва обезбеђењем одговарајућег режима коришћења саобраћајница, њиховог квалитета и проходности, квалитета и система веза
- Блокирање угожене зоне и ограничење кретања у складу са социјалним, здравственим факторима и потребама становништва
- Сарадња, координација и садејство са другим снагама цивилне одбране.

Ваљаност извршавања наведених задатака у кризним ситуацијама у великој мери зависи од припремних мера, организационе, материјалне и кадровске природе. Оне подразумевају:
- Израду стручних и релевантних процена опасности угрожености територије и објеката;
- Планова употребе, координације и сарадње са одговарајућим надлежним државним органима и руководећим органима и снагама цивилне одбране.[16]